# KEXP
KEXP ist eine Public Radio Station aus Seattle, Washington. Die Station sendet auf UKW 90,3 MHz mit 4,7 kW.
KEXP nahm seinen Betrieb 1972 auf, damals unter dem Rufzeichen KCMU-FM. Seitdem war die Station auf verschiedenen Frequenzen zu hören. Seit 2001 ist die Station als KEXP auf Sendung. Das Suffix „EXP“ steht für  „experimental“ (dt. experimental), was bis heute ein wichtiges Charakteristikum des Programms ist. Die Station wurde als Alternative- und Indie-Rock-Station bekannt. Obwohl KEXP die Radiostation der University of Washington ist, arbeiten nur noch wenige Studenten bei dem mittlerweile professionellen Sender. Offizieller Eigentümer sind die „Friends of KEXP“. Die Station hat rund 12.000 Fördermitglieder, welche den Sender mit einem freiwilligen Beitrag teilweise finanzieren. Daneben erhält KEXP rund 200 einzelne Spenden von Unternehmen im Jahr. Wie alle Public Radio Stations sendet KEXP keine Werbung, nennt aber einzelne finanzielle Unterstützer des Senders oder bestimmter Programme zu Beginn der Sendungen.
KEXP gilt als Pionier der „Live Music Sessions“ im modernen amerikanischen Radio. Das Musikarchiv des Senders umfasst mehr als 24.000 CDs.
Als eine der ersten US-Stationen richtete der Sender einen Livestream ein und stellte seine real-time Playlists online. Täglich hören mehr als 10.000 Nutzer KEXP darüber.

## Auszeichnungen
2004 gewann KEXP den Webby Award für seine Internetpräsenz.